# جرومی کاگان
جرومی کاگان(به انگلیسی: Jerome Kagan) روانشناسی آمریکایی (زادهٔ ۱۹۲۹ – درگذشتهٔ ۱۰ مهٔ ۲۰۲۱) در نیوآرک، نیوجرزی بود. او در حال حاضر از سمت استادی در رشته روانشناسی رشد در دانشگاه هاروارد بازنشسته شده‌ بود. او یکی از افراد کلیدی در توسعه این شاخه از روانشناسی به حساب آمده، که در آن دانشگاه حائز سمت استادی تحقیق در کرسی «دانیل و آمی استراش» بود. او در پژوهش‌های خود نشان داد که مزاج هر نوزادی در طول زمان رشد به‌طور کلی ثابت می‌ماند، به‌طوری‌که از رفتارهای مشخصی در دوره نوزادی، می‌توان پیشگویی کنندهٔ دیگر الگوهای مشخص رفتاری در دوره نوجوانی بود. تحقیقات او به روی مزاج و طبع انسان بسیار ارزشمند بوده و باعث رشد دانش روانشناسی در مقوله احساس شد، در یک فهرست از صد روانشناس برتر قرن بیستم، مقام او را در رتبه بیست و دومین جای نهادند.